# Caniche
El caniche o púdel (del francès caniche o de l'alemany pudel) és una raça de gos que des del segle xv és considerada d'ús exclusiu per al luxe dels aristòcrates i nobles. Coneguts pel seu pelatge llanós i arrissat, existeixen les varietats gegant, mitjà, nan i miniatura o toy. Fins al Renaixement el caniche era un gos d'aigua: recuperaven les preses ja caçades que havien caigut a l'aigua, com els ànecs i els cignes. Es va criar la raça a partir del barbet.

## En un altre idioma
En cada llengua, el caniche rep un nom diferent: 
- Anglès: Poodle o French Poodle
- Francès: Caniche o Chien Canard
- Alemany: pudel
- Italià: Barbone nano o Barboncino
- Castellà: Caniche
- Turc: Kaniş

## Història de la raça
Procedents de França, els caniches són descendents del Barbet, originaris dels pantans alemanys, i en l'edat mitjana, va ser destinat per a la caça d'aus aquàtiques com l'ànec o l'oca, de manera que es va seleccionar per característiques tals com la seva adaptabilitat al terreny pantanós i la resistència a l'aigua, el que fa que aquesta raça, juntament amb altres, sigui anomenada gos d'aigua.
A partir del segle xvi, els caniches començaren a ser famosos per la seva bellesa i intel·ligència, sobretot en diverses presentacions circenses i obres d'art de diversos autors com ara Albrecht Dürer i Francisco de Goya. En temps de Lluís XVI de França ja era molt comú la seva presència a la cort francesa.

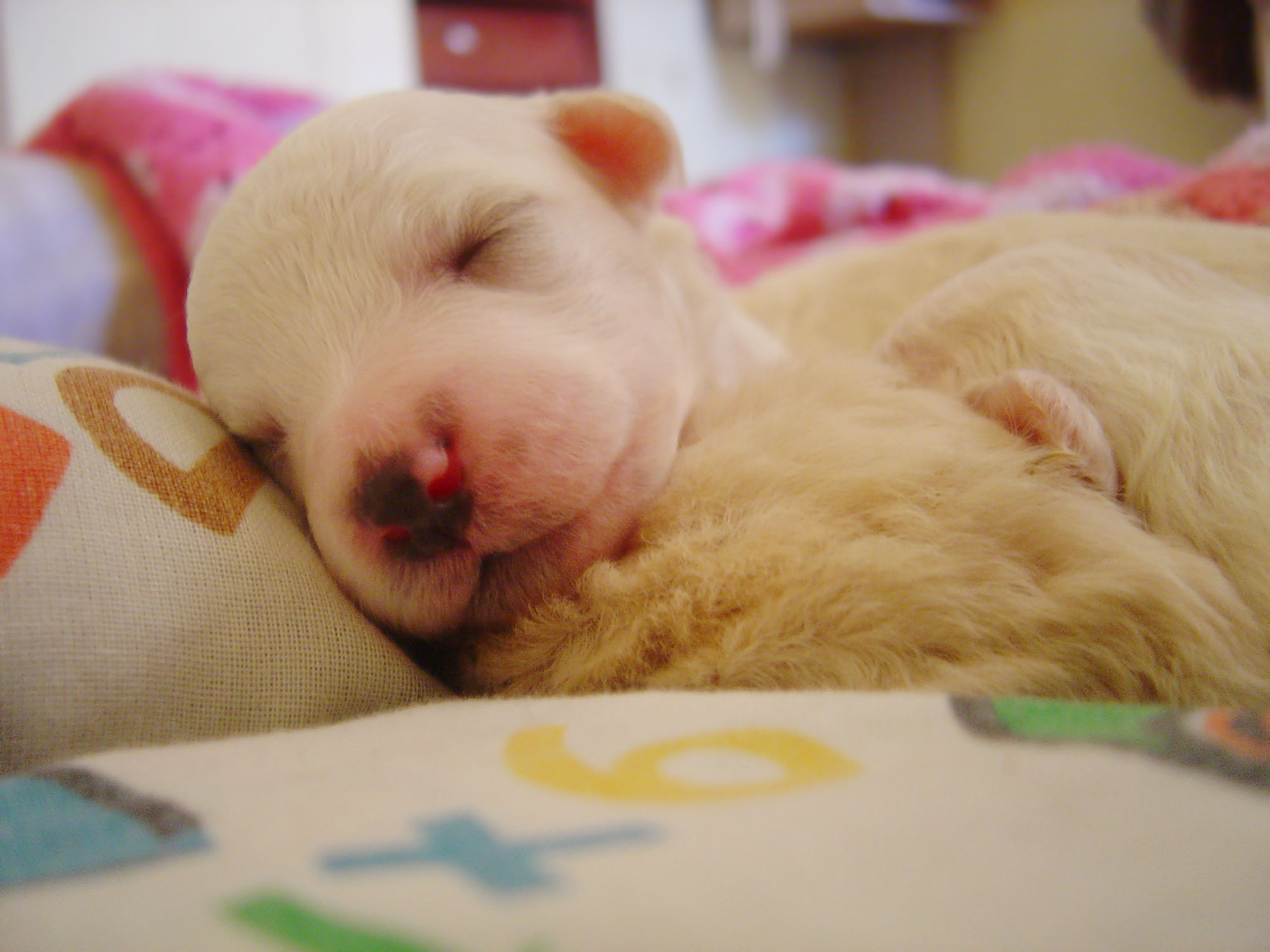
Cadell de caniche toy.

Per canvis en el gust quant a la seva aparença, durant el segle xix es va menysprear la protecció del pelatge que, fins aleshores, tenia la funció de protegir-ho de la hipotèrmia, de manera que els estilistes començaren a crear diversos talls com el britànic i el continental. Per als caniches nounats, es va començar el costum d'amputar la cua.
A la Guerra francoprussiana es va començar la difusió de la raça com a tal, destinada per als milionaris i aristòcrates. Només en el segle xx predominava la varietat Gegant, de manera que posteriorment van sorgir amb aprovació de les associacions canines, com el Kennel Club, les varietats estàndard (d'escassa difusió des del 1792), Miniatura (1911) i Toy (1957). En els anys finals del segle xx va sorgir la raça híbrida dels Labrapoodles (combinació de caniche amb labrador).

## Varietats

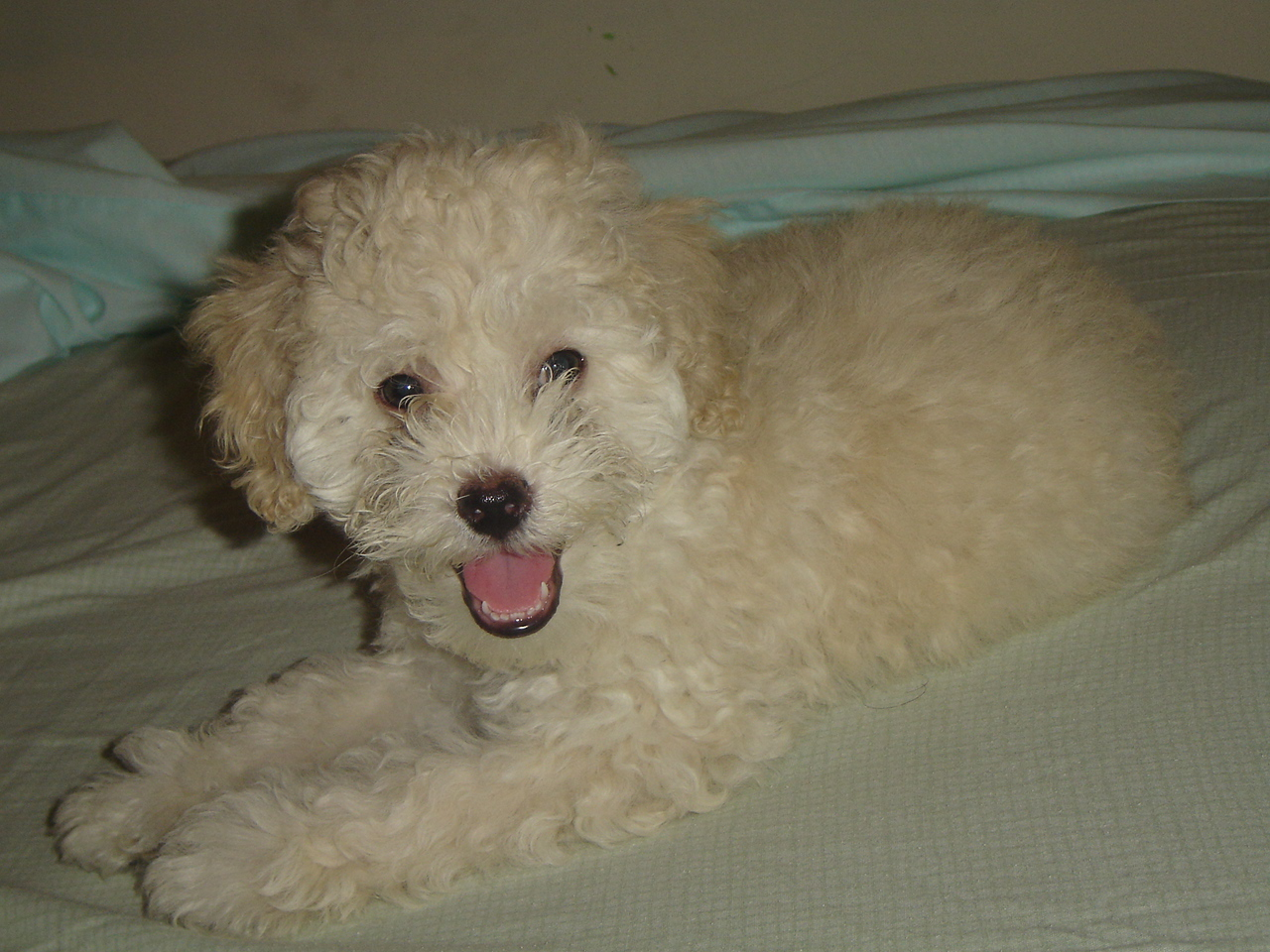
Cadell de caniche gran

### Gros
També se l'anomena popularment «gegant», ja que és poc conegut. Es creu que és la varietat original de la qual van sorgir les altres a través d'encreuaments per reduir la talla. L'alçada a la creu varia des dels 45 als 60 cm, s'admet 2 cm de més, sempre que l'exemplar guardi les proporcions.
En les exposicions celebrades sota les normes de la Federació Cinològica Internacional, els exemplars de color negre, blanc i marró es jutgen en un mateix grup per a l'obtenció del CACIB. El mateix passa amb els exemplars de color gris, albercoc i vermell, el millor de cada un d'aquests grups passa a un judici final per determinar el millor exemplar de la varietat.

### Mitjà
Aquest tipus de caniche és potser, el menys conegut, i alhora el més tranquil. Mesura de 36–44 cm de creu, i com en totes les mides, només s'accepten els colors llisos en el pelatge.

### Nan
Aquesta varietat presenta una alçada a la creu menor dels 35 cm i major dels 28 cm. Ha de semblar un caniche de grandària mitjana, però més petit i no presentar cap signe de nanisme. Com en les varietats més grans, són jutjats agrupats per colors.

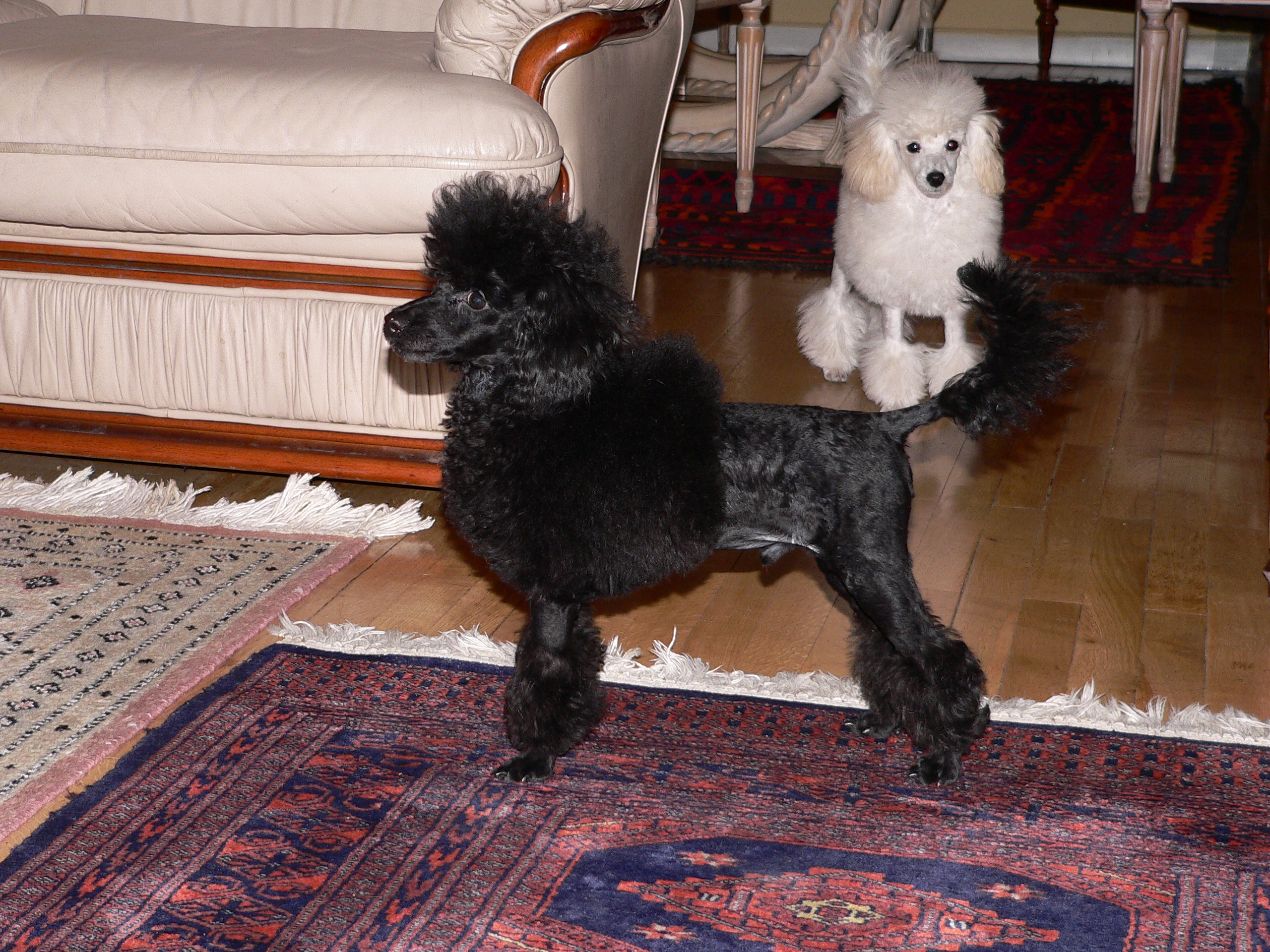
Caniche Toy de 18 setmanes.

### Toy
La varietat té una alçada d'entre 24 i 28 centímetres a la creu, sempre que es mantinguin les proporcions i que no presentin cap símptoma de nanisme. Es jutgen tots els colors junts.

## Longevitat
Depenent de la seva salut, un caniche miniatura viu de mitjana 14,8 anys: un toy 14,4 anys, un caniche mitjà també 14,4 anys, i un caniche gros viu de mitjana 13,5 anys i els nans 13 anys. Encara que aquestes dades són bastant precises, no és estrany veure caniches de mida petita, de més de 18 anys, o fins i tot de 20.

## Manteniment

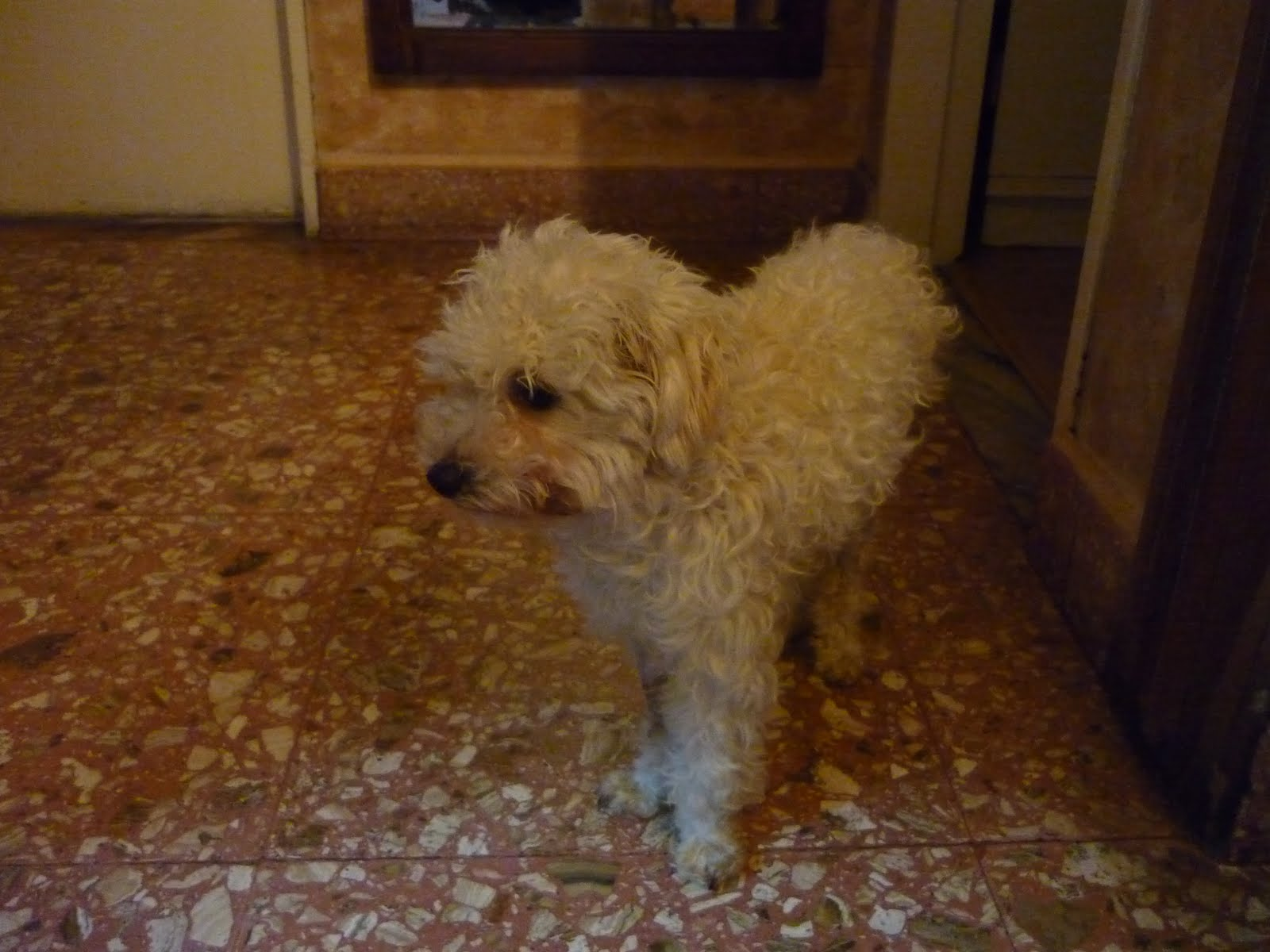
Caniche Toy en recuperació de Parvovirus.

Per a la seva cura es pelen d'acord amb el seu estil, la qual cosa requereix una perruqueria canina. S'accepta el pèl en forma de cabellera per cap, orelles i coll, incloses les potes. No deixen anar massa pèl i per salut s'han de netejar els ulls i les orelles. S'han de rentar amb certa freqüència. La cura del pelatge és incondicional en aquesta raça, per la qual cosa és necessari rentar amb xampú de gos exclusiu i en cap cas amb xampú per a humans, ja que danya la pell del caniche perquè li fa perdre l'oli natural que posseeix en el seu pèl i, a la llarga, porta complicacions.
La seva cura ha de ser molt vigilada, ja que per la seva cabellera arrissada, llanuda i espessa, d'un sol tipus de pèl, pot embullar-se amb facilitat. Requereixen ser raspallats cada setmana (sense passar-se).
Els banys han de ser mensuals (no és aconsellable ni necessari abusar d'aquests) amb xampús hidratants i màscares. Ha de ser assecat amb assecador i mai a l'aire lliure. Són gossos que després de la muda principal de pèl de cadell a adult no muden gairebé pèl i són gairebé hipoalergènics.
Hi ha molts tipus de tall, però els admesos per a exposició són: Continental, Continental Americà, Escandinau i Puppy Clip. El tall anirà en funció de l'estructura del gos i del gust d'expositor o amo, el més usat és el Continental Americà.
A part del caniche comú, també hi ha la varietat cordill, tenint aquest el pèl més arrissat i podent-se exposar en forma de cordes com el Puli.

## Comportament i ensinistrament
Són uns gossos alegres i molt actius. Però no per ser actius, es distreuen fàcilment. Tot el 
contrari: estan predisposats a l'ensinistrament (tant d'obediència com d'agilitat) i són gossos 
metòdics que semblen entendre que la vida es pot gaudir en qualsevol moment.

## Caniches famosos
Per ser d'aspecte cridaner, el caniche és una de les races preferides pels mitjans de comunicació. Des de sèries de TV fins a pel·lícules solen incloure aquesta raça.
Alguns exemples:
- Fu-Fú, mascota de Peggy en The Muppet Show.
- Georgette, a la pel·lícula Oliver i companyia.
- Cleo, a Clifford, el gran gos vermell.
- Nevat, a Shinchan.
- Otto, mascota d'Angie a República Àrab Unida.
- Sassi, la gosseta poodle xapetonella.
- Barbara, a Un gos d'un altre món.
- Mia Petite, a "Una Poodle amb sort"

## Salut
La durada de la vida del caniche varia segons la mida, ja que els gossos petits viuen més que els grans. Un estudi realitzat al Japó va mostrar que la longevitat del caniche toy és de 12,7 anys. Un estudi fet al Regne Unit el 2024 va indicar que la durada de la vida d’aquesta raça és de 14 anys, en comparació amb la mitjana de 12,7 anys per als gossos de raça pura i 12 anys per als creuats. Un estudi suec del 2005 va revelar que el 25% dels caniches miniatura i toy moren abans dels 10 anys, un percentatge inferior al 35% general de gossos que moren abans d’aquesta edat.
Els caniches pateixen diverses malalties hereditàries. Al Registre de salut dels caniches s’enumeren més de 50 malalties principals de salut dels caniches estàndard. Algunes de les malalties hereditàries més comunes en els caniches són la malaltia cutània seboadenitis (amb una prevalença estimada del 2,7%) i la malaltia d’Addison, un trastorn del sistema endocrí. Ambdues malalties s’han tornat més freqüents en els caniches després que un augment de la popularitat dels caniches als anys 60 desencadenés una cria ràpida orientada a obtenir bons exemplars d’exposició. La cria es va centrar en un nombre reduït de línies de sang populars, cosa que va crear un col d’ampolla genètic. Un estudi va mostrar que dos caniches estàndard mitjans estan tan estretament relacionats com la descendència de dos germans complets de gossos de poble.
Els caniches són propensos a diverses malalties cutànies comunes, entre les quals destaquen especialment la dermatitis al·lèrgica i les infeccions per llevats, les quals afecten significativament la qualitat de vida general. El caniche té predisposició a les següents malalties dermatològiques: malaltia al·lèrgica de la pell, alopècia X o aturada fol·licular, alopècia al lloc d’injecció, otitis externa, melanoma i seboadenitis.
El caniche també té predisposició a l’hipotiroïdisme i al síndrome de Cushing. El caniche és una de les races més afectades per la degeneració progressiva dels bastons i cons. Una mutació autosòmica recessiva en el gen PRCD és la responsable d’aquesta condició en la raça.